# Bernhard Auinger (Politiker)

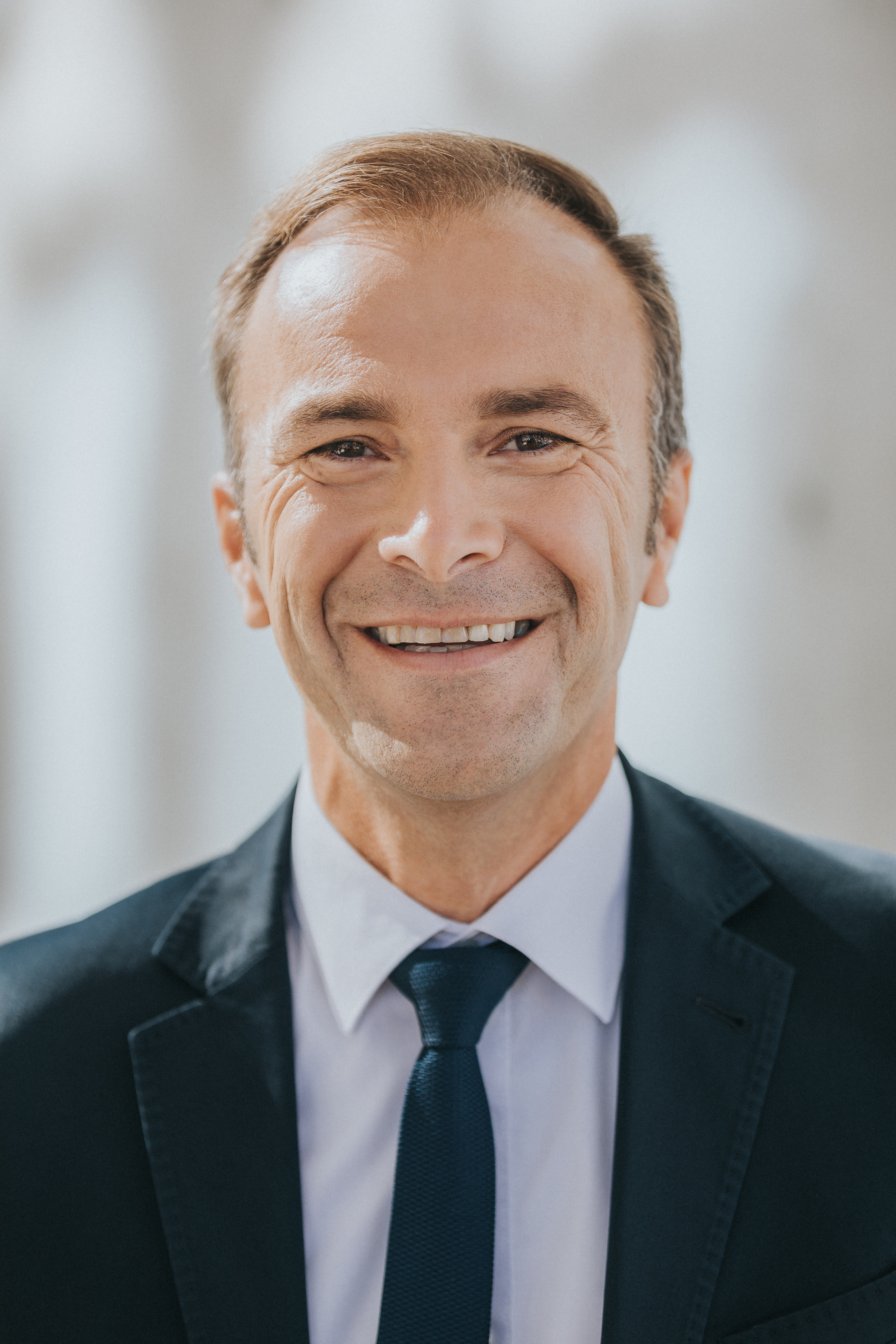
Bernhard Auinger (2018)

Bernhard Auinger (* 4. März 1974 in Salzburg) ist ein österreichischer Politiker (SPÖ). Ab dem 10. Dezember 2017 war er Bürgermeister-Stellvertreter der Stadt Salzburg. Am 24. März 2024 wurde er in einer Stichwahl mit 62,5 Prozent zum neuen Bürgermeister der Stadt Salzburg gewählt. Am 8. Mai 2024 wurde Auinger als Bürgermeister der Stadt Salzburg angelobt. 

## Leben
Auinger wurde als jüngstes von vier Kindern in Salzburg geboren. Er ging in die Volksschule Josefiau und absolvierte die Hauptschule Herrnau. Nach der Hauptschule begann er eine Lehre bei Porsche zum Maschinen- und Werkzeugschlosser und arbeitete als Programmierer und Systemadministrator im Unternehmen. Schon in frühen Jahren engagierte er sich als Betriebsrat und wurde 2010 zum Betriebsratsvorsitzenden der Porsche-Holding in Salzburg gewählt. 2012 wurde Auinger Mitglied des Präsidiums des Europa- und Weltbetriebsratsvorsitzes von Volkswagen.
Im Jahr 2005 wurde Auinger in den Gemeinderat der Stadt Salzburg gewählt und übernahm 2013 als Klubvorsitzender den Gemeinderatsklub der SPÖ. Als Nachfolger von Langzeit-Bürgermeister Heinz Schaden trat Auinger als Kandidat 2017 zur Bürgermeister-Direktwahl an und unterlag dort dem damaligen ÖVP-Vizebürgermeister Harald Preuner. Ab der Bürgermeisterwahl 2019 war Bernhard Auinger als Bürgermeister-Stellvertreter für die Bereiche Kultur, Bildung, Wissen und Sport sowie die Städtischen Betriebe (Ausnahme Stadtgärten) ressortzuständig. Seit 2021 ist Auinger zudem Bezirksvorsitzender der SPÖ Stadt Salzburg.
Bei der Bürgermeisterwahl in Salzburg 2024 kandidierte er erneut und kam mit 29,85 Prozent in die Stichwahl mit Kay-Michael Dankl (KPÖ PLUS) am 24. März 2024.
Als Bürgermeister ist Auinger seit 2024 für folgende Ressorts zuständig:
- Magistratsdirektion (mit Ausnahme von Grundstücks- und ROG-Themen)
- Magistratsabteilung 2: Kultur, Bildung, Wissen
- Magistratsabteilung 4: Finanzen
- Kontrollamt
- Tourismusbetriebe
- Kurwesen

## Privates
Bernhard Auinger ist seit 2000 verheiratet und lebt in der Josefiau. Das Paar hat zwei Töchter.